# Roland Brodbeck
Roland Brodbeck (* 1966) ist ein Schweizer Astrophysiker und Romanautor.

## Leben
Brodbeck studierte an der Eidgenössischen Technischen Hochschule (ETH) in Zürich. Anschließend, 1998, promovierte er dort mit der Entwicklung und Testung eines Ferninfrarot-Spektrometers. Er arbeitete daraufhin bis 2005 im Geografischen Institut der Universität Zürich sowie in der Zürcher Urania-Sternwarte. Seit 2005 lehrt er an einem Gymnasium.
Brodbeck veröffentlichte verschiedene populärwissenschaftliche Artikel zu astronomischen Fragestellungen. Auch in „Display“, dem Schweizer Lifestyle-Magazin für Gays und Friends, hat er gelegentlich Beiträge publiziert.

## Literarischer Werdegang
Brodbeck ist seit 2012 schriftstellerisch tätig. Seine Romane beschäftigen sich mit zeitgenössischen, historischen und utopischen Themen. Dabei berücksichtigen sie in besonderer Weise queere Protagonisten. Sein Debütroman „Plötzlich royal“ erschien 2012 im Querverlag. Darin geht es um mögliche Verwicklungen, wenn der britische Thronfolger offen schwul wäre. 2014 folgte ebenfalls im Querverlag der Roman „Der Sieger von Sotschi“. Der Roman beschreibt, wie eine homophobe Gesellschaft mit einem offen schwulen Olympiasieger umgeht. 2016 erschien „Die Regulus“ im Main Verlag. Dabei handelt es sich um den ersten Teil der SciFi-Romanserie „Die Galaktische Welle“; der Folgeband „Arganus“ erschien 2020. In der Serie formuliert Brodbeck wissenschaftliche Erkenntnisse leicht verständlich und vereint sie mit seinen schriftstellerischen Vorlieben.

## Werke
- 2012: Plötzlich royal. Roman, Querverlag, Berlin, 360 Seiten, ISBN 3896562037
- 2014: Der Sieger von Sotschi, Querverlag, Berlin, 360 Seiten, ISBN 3896562193
- 2016: Die galaktische Welle - Die Regulus. Roman, Main Verlag, Frankfurt a. M., 468 Seiten, ISBN 3959490992
- 2018: Alarich gegen Hitler (1). Roman, Books on Demand, 612 Seiten, ISBN 3748183259
- 2019: Alarich gegen Hitler (2). Roman, Books on Demand, 576 Seiten, ISBN 3748100507
- 2020: Die galaktische Welle - Arganus. Roman, Main Verlag, Frankfurt a. M., 248 Seiten, ISBN 3959493843